# 莊瑞雄
莊瑞雄（1963年4月20日—），中華民國政治人物、律師，民主進步黨籍，現任立法委員、台灣職業籃球大聯盟會長。曾擔任謝長廷臺北市北區服務處主任、臺灣國家山岳協會理事長、臺北市議會民主進步黨黨團副總召集人、臺北市議員、民進黨中央執行委員兼臺北市黨部主任委員、民主進步黨立法院黨團書記長。

## 生平
莊瑞雄出生於屏東縣里港鄉。
2006年，當選臺北市議員，2010年高票連任。
2010年至2014年，任民進黨臺北市黨部主委。2012年，任民進黨台北市黨部主委及中央黨部中執委期間，提出台大醫院創傷急救部主任柯文哲是臺北市市長很好的人選，民進黨應該徵召柯文哲參加2014年的臺北市市長選舉。
2012年9月就讀國立台灣大學農業經濟學研究所碩士班，讀碩士期間，亦同時擔任台北市第11屆議員(2010-2014)。
2014年7月國立台灣大學農業經濟學研究所碩士班畢業，繼續就讀台大生物產業傳播暨發展學研究所博士班，並於2015年2月16日就任第8-9屆立法委員。
2014年9月17日，甫卸任北市黨部主委的莊瑞雄辭去市議員，返回屏東縣爭取潘孟安當選縣長後的立法委員遺缺，後由黨內初選出線，獲得民進黨推薦參加屏東縣立法委員缺額補選。
2015年2月7日，在屏東縣立委補選中以42,988票擊敗中國國民黨候選人廖婉汝。
2016年1月11日，擊敗國民黨許謹如和黨內初選落敗脫黨的黃昭展，順利連任。
2019年因屏東縣人口減少致立委名額減為兩席，原被提名屏東縣第二選舉區競選連任，因蘇震清爭取不分區立法委員未果而改參選區域立委，而莊改被提名不分區立法委員第十名，三連任立法委員。
2021年7月國立台灣大學生物產業傳播暨發展學研究所博士班畢業，論文為「智慧科技應用於農業產消實務之量化分析」，共174頁。讀博士期間，亦同時擔任第9-10屆立法委員。
2022年，參加民進黨屏東縣縣長黨內初選，敗給周春米。7月，任民進黨推派臺北市市長參選人陳時中競選辦公室發言人。
在2024年立法委員選舉，莊瑞雄再度被民進黨列入不分區第十名。
2024年7月8日，台灣職籃新聯盟已繳交意向書的九支球隊共同推舉莊瑞雄出任新聯盟會長。

## 重要事蹟
2021年11月4日，經過立法院內政委員會多次質詢與事後協調，庄瑞雄助力原外籍球员阿提諾通过歸化申請，使其成為中華民國籃球史上第二位經法规手續完成歸化的籃球員。
2023年3月7日，庄協助新北中信特攻球員阿巴西向世界國際籃總FIBA申請以本土身分資格參與國際賽事，經過一年多奔走後成功爭取。

## 選舉紀錄
| 年度 | 選舉屆數               | 選舉區                                 | 所屬政黨   | 得票數    | 得票率 | 當選標記 | 備註 |
| ---- | ---------------------- | -------------------------------------- | ---------- | --------- | ------ | -------- | ---- |
| 2006 | 第十屆臺北市議員選舉   | 臺北市第一選舉區                       | 民主進步黨 | 25,171    | 9.45%  |          |      |
| 2010 | 第十一屆臺北市議員選舉 | 臺北市第一選舉區                       | 民主進步黨 | 34,250    | 11.49% |          |      |
| 2015 | 第八屆立法委員補選     | 屏東縣第三選舉區                       | 民主進步黨 | 42,988    | 65.88% |          |      |
| 2016 | 第九屆立法委員選舉     | 屏東縣第三選舉區                       | 民主進步黨 | 67,260    | 53.52% |          |      |
| 2020 | 第十屆立法委員選舉     | 全國不分區及僑居國外國民立法委員選舉區 | 民主進步黨 | 4,811,241 | 33.98% |          |      |
| 2024 | 第十一屆立法委員選舉   | 全國不分區及僑居國外國民立法委員選舉區 | 民主進步黨 | 4,982,062 | 36.16% |          |      |

## 外部連結
- 莊瑞雄的Facebook專頁
- 莊瑞雄的Instagram帳戶
- 立法院-莊瑞雄委員介紹 （页面存档备份，存于）